# J. Edward McKinley
James Edward McKinley (Seattle, 11 ottobre 1917 – Beverly Hills, 30 luglio 2004) è stato un attore statunitense.

## Filmografia parziale

### Cinema
- Hollywood Party (The Party), regia di Blake Edwards (1968)
- Un uomo chiamato Charro (Charro!), regia di Charles Marquis Warren (1969)
- Uomini e cobra (There Was a Crooked Man...), regia di Joseph L. Mankiewicz (1970)
- Finalmente arrivò l'amore (At Long Last Love), regia di Peter Bogdanovich (1975)

### Televisione
- Tales of Wells Fargo – serie TV, episodio 3x24 (1959)
- Mr. Lucky – serie TV, episodio 1x08 (1959)
- Surfside 6 – serie TV, episodio 1x06 (1960)
- Sugarfoot – serie TV, episodi 3x20- 4x04 (1960)
- Carovana (Stagecoach West) – serie TV, episodi 1x17-1x18 (1961)
- Mr. Novak – serie TV, episodio 1x08 (1963)
- Vita da strega (Bewitched) – serie TV, 10 episodi (1967-1972)